# Burlington (Dakota del Norte)
Burlington es una ciudad ubicada en el condado de Ward en el estado estadounidense de Dakota del Norte. En el censo de 2010 tenía una población de 1060 habitantes y una densidad poblacional de 637,49 personas por km².

## Geografía
Burlington se encuentra ubicada en las coordenadas 48°16′34″N 101°25′30″O / 48.27611, -101.42500. Según la Oficina del Censo de los Estados Unidos, Burlington tiene una superficie total de 1.66 km², de la cual 1.66 km² corresponden a tierra firme y (0%) 0 km² es agua.

## Demografía
Según el censo de 2010, había 1060 personas residiendo en Burlington. La densidad de población era de 637,49 hab./km². De los 1060 habitantes, Burlington estaba compuesto por el 94.15% blancos, el 0.09% eran afroamericanos, el 2.74% eran amerindios, el 0.19% eran asiáticos, el 0% eran isleños del Pacífico, el 0.75% eran de otras razas y el 2.08% pertenecían a dos o más razas. Del total de la población el 2.08% eran hispanos o latinos de cualquier raza.